# Choi Dong-hoon
Choi Dong-hoon (최동훈 (), 24 de febrero de 1971) es un director de cine y guionista surcoreano. Comenzó su carrera con la película La gran estafa, en 2004. Su mayor éxito, la película Amsal (titulada Assassination en inglés), fue estrenada en 2015.

## Carrera
Tras graduarse en la Academia coreana de cine, Choi Dong-hoon fue asistente de dirección del filme 'Tears (literalmente, Lágrimas), de Im Sang-soo.
Después de trabajar en el guion durante dos años, Choi debutó como director con la película La gran estafa, estrenada en 2004. En 2012 estrenó la película Los ladrones, con casi 13 millones de espectadores.
En 2015, Choi realizó su primera película histórica, Assassination, en la que abordaba el período de entreguerras y la lucha por la libertad de Corea, gobernada con mano de hierro por el invasor japonés. Con más de diez millones de espectadores, fue el mayor éxito de público de Choi hasta la fecha.
En 2017, comenzó la producción de su siguiente proyecto, titulado Wiretap, un remake de una película hongkonesa de 2008 titulada Overheard.

## Filmografía
- Wiretap (director, guionista; 2017)
- Amsal (Assassination; director, guionista, productor; 2015)
- The Thieves (director, guionista; 2012)
- Jeon Woo-chi: The Taoist Wizard (director, guionista; 2009)
- Tazza: The High Rollers (director, guionista; 2006)
- The President's Last Bang (cameo; 2005)
- Boy Goes to Heaven (guionista; 2005)
- The Big Swindle (director, guionista; 2004)
- A Good Lawyer's Wife (cameo; 2003)
- Tears (ayudante de dirección, cameo; 2000)
- A Short Trip (cortometraje, director; 2000)

## Premios
- 2007 6th Korean Film Awards: Best Screenplay (Tazza: The High Rollers)
- 2007 8th Busan Film Critics Awards: Best Screenplay (Tazza: The High Rollers)
- 2007 43rd Baeksang Arts Awards: Best Director (Tazza: The High Rollers)
- 2005 SBS Gayo Daejeon: Music Video of the Year
- 2004 3rd Korean Film Awards: Best Screenplay (The Big Swindle)
- 2004 3rd Korean Film Awards: Best New Director (The Big Swindle)
- 2004 25th Blue Dragon Film Awards: Best Screenplay (The Big Swindle)
- 2004 25th Blue Dragon Film Awards: Best New Director (The Big Swindle)
- 2004 7th Director's Cut Awards: Best New Director (The Big Swindle)
- 2004 24th Korean Association of Film Critics Awards: Best New Director (The Big Swindle)
- 2004 41st Grand Bell Awards: Best Screenplay (The Big Swindle)
- 2004 41st Grand Bell Awards: Best New Director (The Big Swindle)